# Haptanthaceae
Haptanthaceae foi uma família de plantas com flor pertencente à ordem Buxales.
Trata-se de uma família aceite pela classificação filogenética Angiosperm Phylogeny Website.
A família é composta por um único género e uma única espécie, Haptanthus hazlettii. São árvores de folha persistente, originárias da América Central, nomeadamente das Honduras.
A sua validade pelo sistema APG III dentro da ordem Buxales foi posta em causa em março de 2011. No atual APG IV (2016), essa família foi reduzida a nível de gênero (Haptanthus) e inserida na família Buxaceae.